# 李红光
李红光（朝鲜语：／，1910年8月27日—1935年5月12日），原名李弘奎，曾用名李弘海、李义山，朝鲜族，东北抗日联军将领，磐石游击队主要创始人，历任东北人民革命军第一军独立师参谋长，第一军第一师师长兼政委，2014年9月1日，入选中华人民共和国民政部第一批著名抗日英烈和英雄群体名录。:5

## 早年
1910年8月27日，李红光出生于朝鲜京畿道龙仁郡一个农民家庭，是家中长子，有一个妹妹和三个弟弟。1921年，李红光上小学二年级时，因打抱不平，与日本警察的儿子打架而被日式学校开除学籍。此后他跟随祖父学习汉语，因而通晓朝、日、汉三种语言。1925年，他随家人迁居吉林省磐石县小城子五间房村（今红光村），1926年搬至伊通县三道沟流沙嘴子。:5:80
1927年，李红光开始参加农民运动，加入了朝鲜共产党领导的农民同盟会:30。1930年8月，他受中共磐石县委托成立了“磐石劳动农民赤卫队”，队员人数从最初的10几人，发展到20多人。同年9月，李红光在伊通县三道沟加入中国共产党。次年，他被任命为中共双（阳）伊（通）特支组织委员，并当选磐石中心县委委员。此后，李红光从伊通县搬至磐石县:11:80:70。

## 游击队时期
1931年九一八事变后，磐石中心县委根据中共满洲省委组建抗日武装的指示，于同年12月将李红光的磐石劳农赤卫队与保护磐石县委机关的特务队合并成立“磐石赤色游击队”。李红光任队长，李松波任政委:11。1932年2月至5月间，磐石赤色游击队先后参加了“二·九”、“四·三”、“五·一”、“五·七”、“五·八”等反日锄奸运动，处死汉奸地主50余名，解救被捕反日人员30余名，清除了呼兰集场子（今呼兰县）的“保民会”组织:6。
1932年初，中共满洲省委先后派吉林市特支书记张振国（张玉珩）、北满地委作兵运工作负责人杨君武、满洲省委军委书记杨林到磐石县开展建立抗日武装的工作。李红光参加了军政培训。同年6月4日，“磐石赤色游击队”被改编为“磐石工农反日义勇军”（简称“磐石义勇军”），张振国和杨君武分任总队长和政委:34-35:10-13。李红光在总部任参谋:7。受左倾思想的影响，磐石义勇军在战斗中损失惨重，很快陷入困境，同年8月不得不取消义勇军的队号与“常占山林抗日队”合并。同年10月，由于与山林队政治信仰的差异，义勇军旋即脱离常占队:13-18:36-37。
1932年11月，中共满洲省委候补委员、军委代书记杨靖宇将义勇军改编为“中国红军第三十二军南满游击队”（简称“南满游击队”）。1933年1月中旬，杨靖宇重整再次受重挫的队伍，设三个大队和一个教导队，李红光被任命为教导队政委。经过四次反围剿斗争后，磐石抗日游击根据地于1933年2月至3月间基本形成:82:38-39。同年7月20日，南满游击队联合其它抗日山林队在桦甸威虎山成立“抗日联合军参谋部”，杨靖宇任政委，李红光任参谋长。同年8月中旬，抗日联合部队攻打呼兰集场子击毙汉奸高锡甲、日军军官中岛等10人，伤15人:83-84:7-8。

## 抗联时期
1933年9月18日，南满游击队在玻璃河套改编为“东北人民革命军第一军独立师”。杨靖宇任师长兼政委，李红光任参谋长:47:82。同年10月，日军对磐石抗日根据地发动了大规模的讨伐。李红光和杨靖宇率独立师主力南下开辟新的游击区。同年11月24日，李红光率一个突击排与韩浩的三团南北夹击夜袭邵本良部队驻地柳河县三源浦，全歼一个连，活捉了日本驻通化领事馆总稽查，并缴获大量军用物资。同年12月下旬，独立师通过调虎离山又智取凉水河等集镇。此后，独立师北上濛江，途经金川县密林时遭包围，苦战3日也没能脱身。危急时刻，李红光奉命乔装成日军大尉带领40名战士刀劈日军中尉，缴械日军连，帮助独立师冲出重围:15-16:84-85。
1934年初，独立师到达濛江那尔轰后，李红光在半个月时间联合了17支抗日队伍。同年1月21日，独立师与其它抗日武装队在临江县三岔子成立“抗日联合军总指挥部”。杨靖宇任总指挥，李红光任参谋长。同年8月，李红光与杨靖宇根据获得的情报，在通化二密河炸死了日军高级铁板大佐，俘虏了几十名日军，并缴获150余件轻重武器和军用物资。经过近1年的战斗，独立师在东南满10几个县开辟了游击区，队伍人数也发展到七、八百人。:85-86:16-17:79-80
1934年11月7日，独立师在临江县四道岔扩编为“东北人民革命军第一军”。杨靖宇任军长兼政委。李红光任第一师师长兼政委。1935年2月，李红光借鸭绿江冬季封冻时机率部袭击朝鲜平安北道厚昌郡东兴镇，并缴获大批物资返回。本次战斗是普天堡战役以外唯一的抗日部队渡过鸭绿江作战的案例:91:9。1935年4月下旬，李红光根据情报带领少年营和三团在驼腰岭活捉了通河县县长徐伟儒和日本参事官等十余人:9:87。1935年5月，李红光率少年营和五团奉命去本溪、桓仁等地组建骑兵队。在行经兴京县橙厂东面老岭时，他的队伍与日军守备队遭遇。李红光在战斗中胸部中弹，被战友抬至密营后经抢救无效牺牲，时年26岁:9:81-82。

## 评价

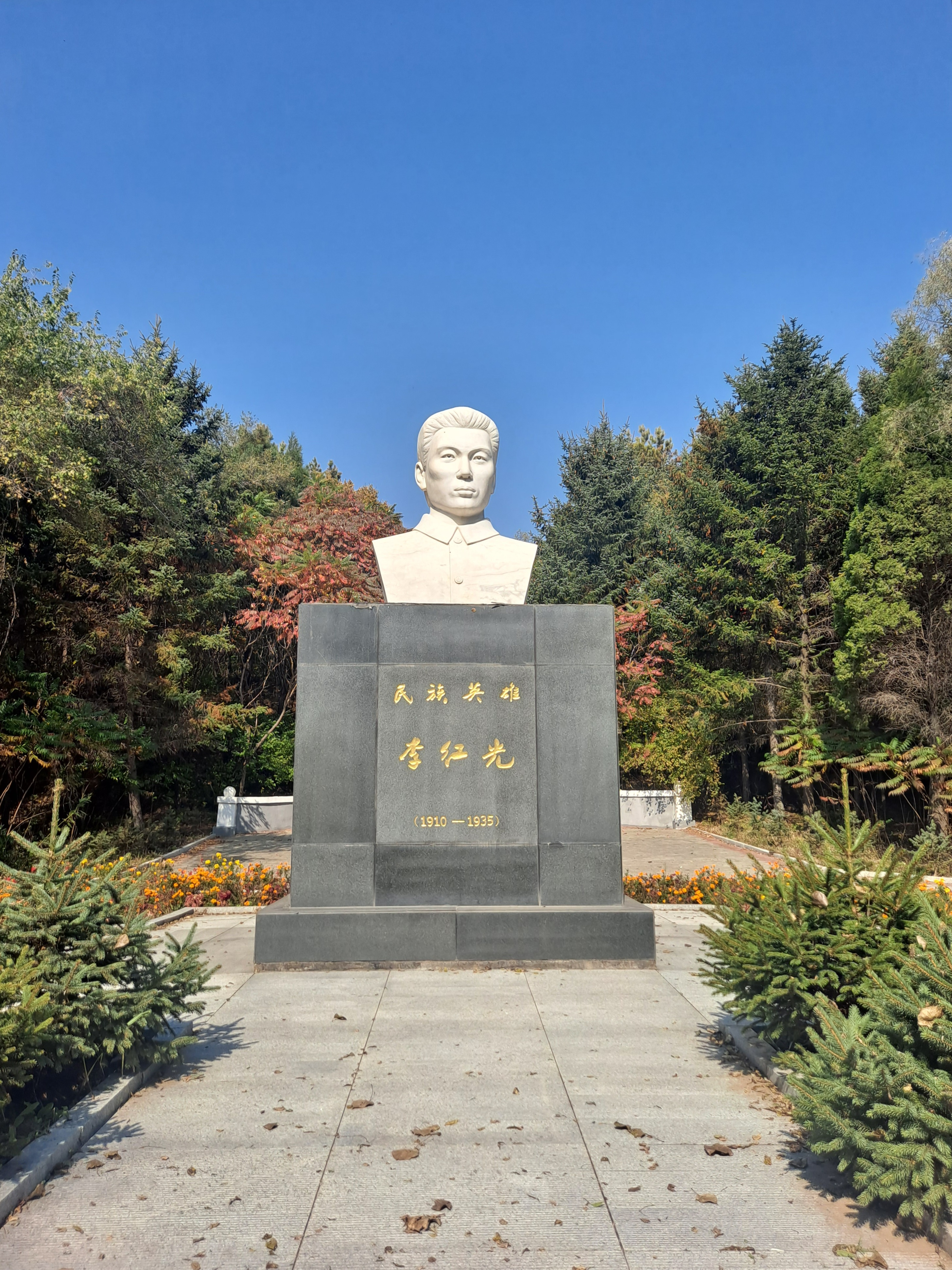
伊通烈士陵园李红光雕像

1938年2月，毛泽东在延安会见美国合众社记者时称：“中国共产党和东三省抗日义勇军都有密切联系。例如有名的义勇军领袖杨靖宇、赵尚志、李红光等，他们都是共产党员，他们坚决抗日，艰苦奋斗的成绩，是人所共知的”，将李红光与杨靖宇、赵尚志三人并称为有名的义勇军领袖。
杨靖宇在李红光牺牲后称：“李红光是难得的将才，他的牺牲是东北人民革命军的重大损失。”1946年3月10目，《东北日报》社论说：“中华民族永垂不朽的伟大民族英雄⋯⋯李红光就是这一部民族英雄史诗的导演人。”东北抗日联军将领韩光曾说：“杨靖宇作为东北抗日联军的领导人，在思想、政治、军事，以及为人等方面近乎完人。但最突出的，还是李红光的军事才能... ...谈到杨靖宇的军事才能时，不应忘记李红光。”

## 纪念

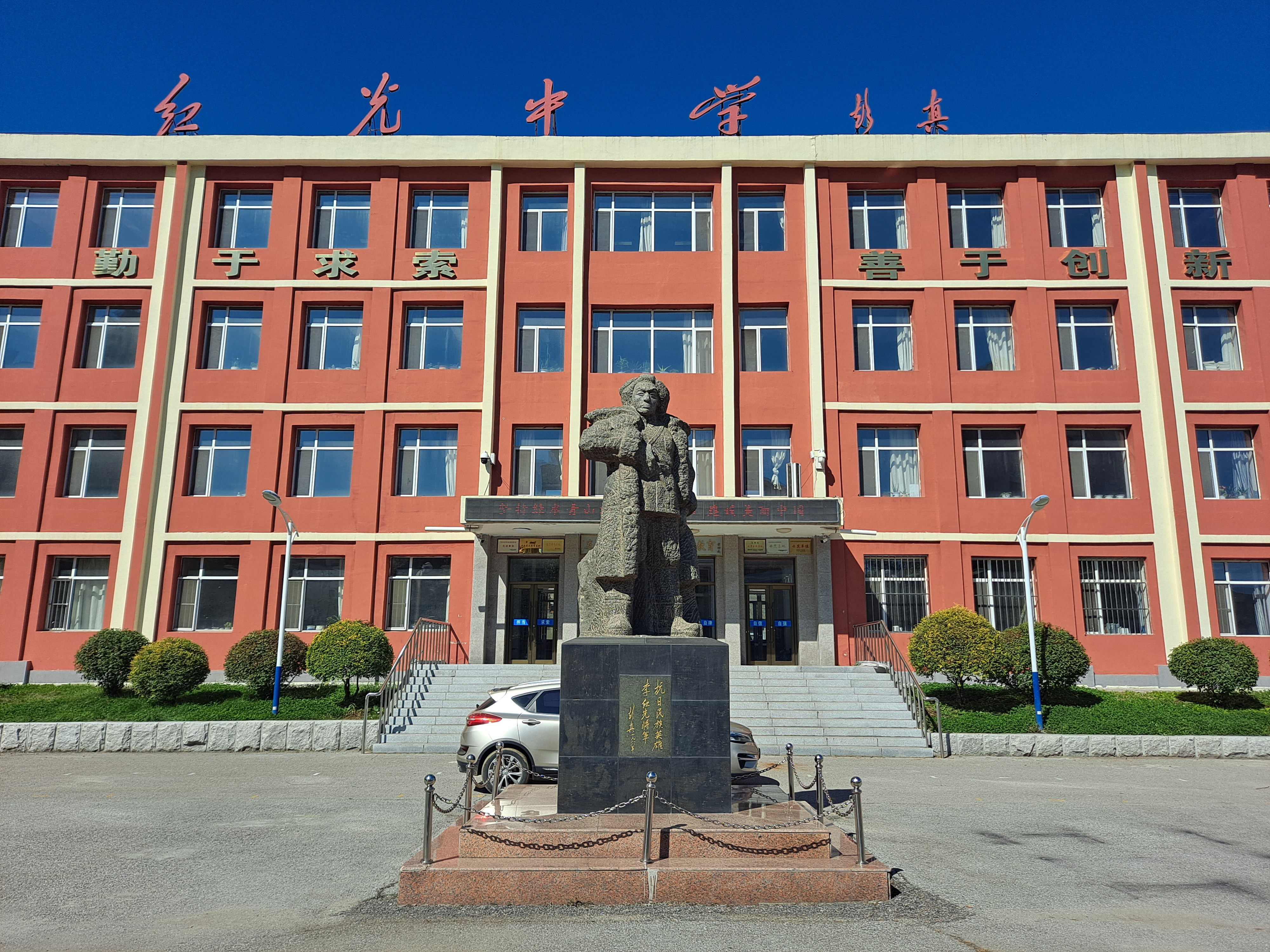
磐石市红光中学校内的李红光雕像

### 建筑
- 辽宁省本溪市桓仁满族自治县华来镇铧尖子村海清伙洛自然屯建有李红光墓地和牺牲地遗址。[13][14]
- 吉林省四平市伊通满族自治县伊通烈士陵园建有李红光半身雕像，河源镇建有李红光旧居遗址纪念碑。[15]
- 辽宁省抚顺市新宾满族自治县新宾一中后山建有李红光和李春润的半身像，以及抗日英雄纪念碑。[16]
- 1925年李红光曾居住过的磐石县五间房村被磐石市政府命名为“红光村”。[11]
- 1988年11月25日磐石朝鲜族中学为李红光竖立雕像，彭真为雕像题字：“抗日民族英雄李红光将军”，同时学校更名为红光中学。[17]
- 2019年，红光中学建李红光纪念馆。[18]

### 其它
- 杨靖宇作词的《东北抗日联军第一路军军歌》特意将李红光的名字写进歌词：“高悬在我们的天空中，普照着胜利军旗的红光，冲锋呀！我们的第一路军！”[11][12]
- 1945年日本投降后，在南满组建的中共领导的朝鲜义勇军，命名为“李红光支队”，师级建制。
- 1946年2月19日，东北民主联军总司令部发布命令，将第一支队改称李红光支队，隶属辽东军区通化地区保安司令部。[19]
- 2014年9月1日，李红光被列入中华人民共和国民政部公布的第一批300名著名抗日英烈和英雄群体名录。[2]